# №1 (албум, Тифа)
№1 је први студијски албум соло каријере Младена Војичића Тифе.

## Издавање албума
Албум је првобитно снимљен јула 1988. године у београдском студију Aquarius и први тираж је издат на грамофонској плочи у Сарајево диск у априлу 1989. године, исте године је Сарајево диск објавио и други тираж на грамофонској плочи. Такође у истој 1989. године је  Сарајево диск објавио албум на аудио-касети.
Током 1997. године су Сарајево диск и Krin Music поново објавили албум, са тим што је Сарајево диск објавио на аудио-касети, а Krin Music на компакт-диску.

## Списак песама

### Најчешћи списак песама
На првом и другом тиражу грамофонских плоча из 1989 и на аудио-касети Сарајево диска из 1997. године са мањом изменом, списак песама је:
| №  | Назив                                                | Трајање |  |
| 1. | Само враг и Бог зна                                  |         |  |
| 2. | Љубав веже нас                                       |         |  |
| 3. | С тобом ја могу све                                  |         |  |
| 4. | Гријеси љубави                                       |         |  |
| 5. | Плаве сестрице                                       |         |  |
| 6. | Приђи ближе                                          |         |  |
| 7. | Сав мој бол                                          |         |  |
| 8. | Краљица поноћи                                       |         |  |
| 9. | а Зову ме моји анђели б Интро Вријеме је, морам поћи |         |  |

#### Мања измена списка пасама
За разлику од издања аудио-касете Сарајево диска 1989. године, аудио-касета Сарајево диска из 1997. нема песму интро Вријеме је, морам поћи.

### Списак песама на компакт-диску Krin Music
Списак песама на компакт диску Krin Music је:
| №   | Назив                        | Трајање |  |
| 1.  | Само враг и Бог зна          |         |  |
| 2.  | Љубав веже нас               |         |  |
| 3.  | С тобом ја могу све          |         |  |
| 4.  | Гријеси љубави               |         |  |
| 5.  | Плаве сестрице               |         |  |
| 6.  | Приђи ближе                  |         |  |
| 7.  | Сав мој бол                  |         |  |
| 8.  | Краљица поноћи               |         |  |
| 9.  | Зову ме моји анђели          |         |  |
| 10. | Свеједно је                  |         |  |
| 11. | Добар дан другови моји       |         |  |
| 12. | Ако одеш ти                  |         |  |
| 13. | Интро Вријеме је, морам поћи |         |  |

### Грешка у називу песме
На сајту Discogs за издања на грамофонским плочама од Сарајево диска стоји да у имену песме да стоји Оутро Вријеме је, морам поћи, а не Интро Вријеме је, морам поћи, док исто се не наводи ни за једну друго издање.